# Сан-Ладзаро-ди-Савена
Сан-Ладзаро-ди-Савена (итал. San Lazzaro di Savena) — город в Италии, располагается в регионе Эмилия-Романья, подчиняется административному центру Болонья.
Население составляет 30 200 человек (на 2006 г.), плотность населения составляет 686 чел./км². Занимает площадь 44 км². Почтовый индекс — 40068. Телефонный код — 051.
Покровителем города почитается святой Лазарь, праздник ежегодно празднуется 17 декабря.